# Positiv (musikinstrument)

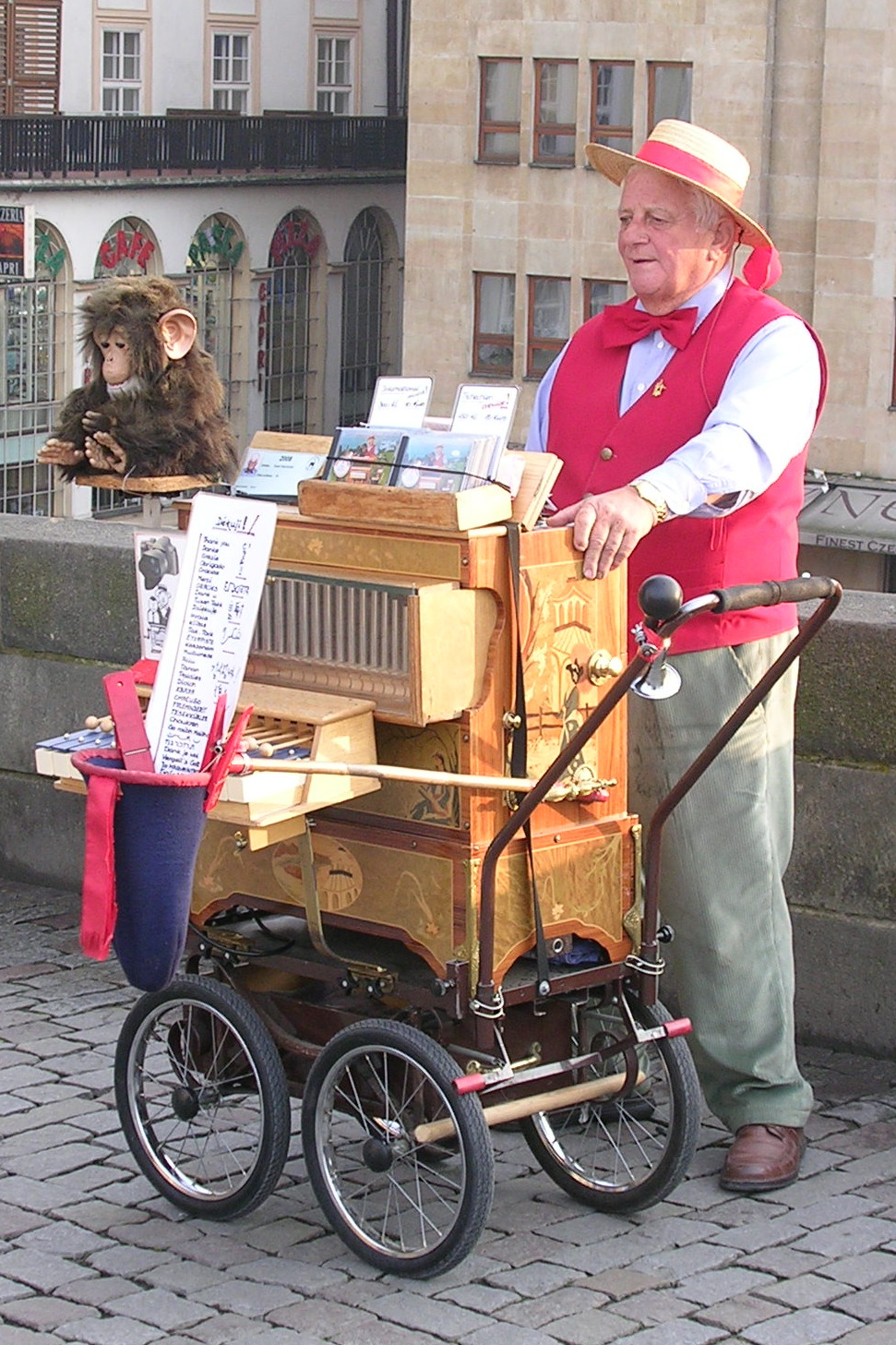
Positivhalare.

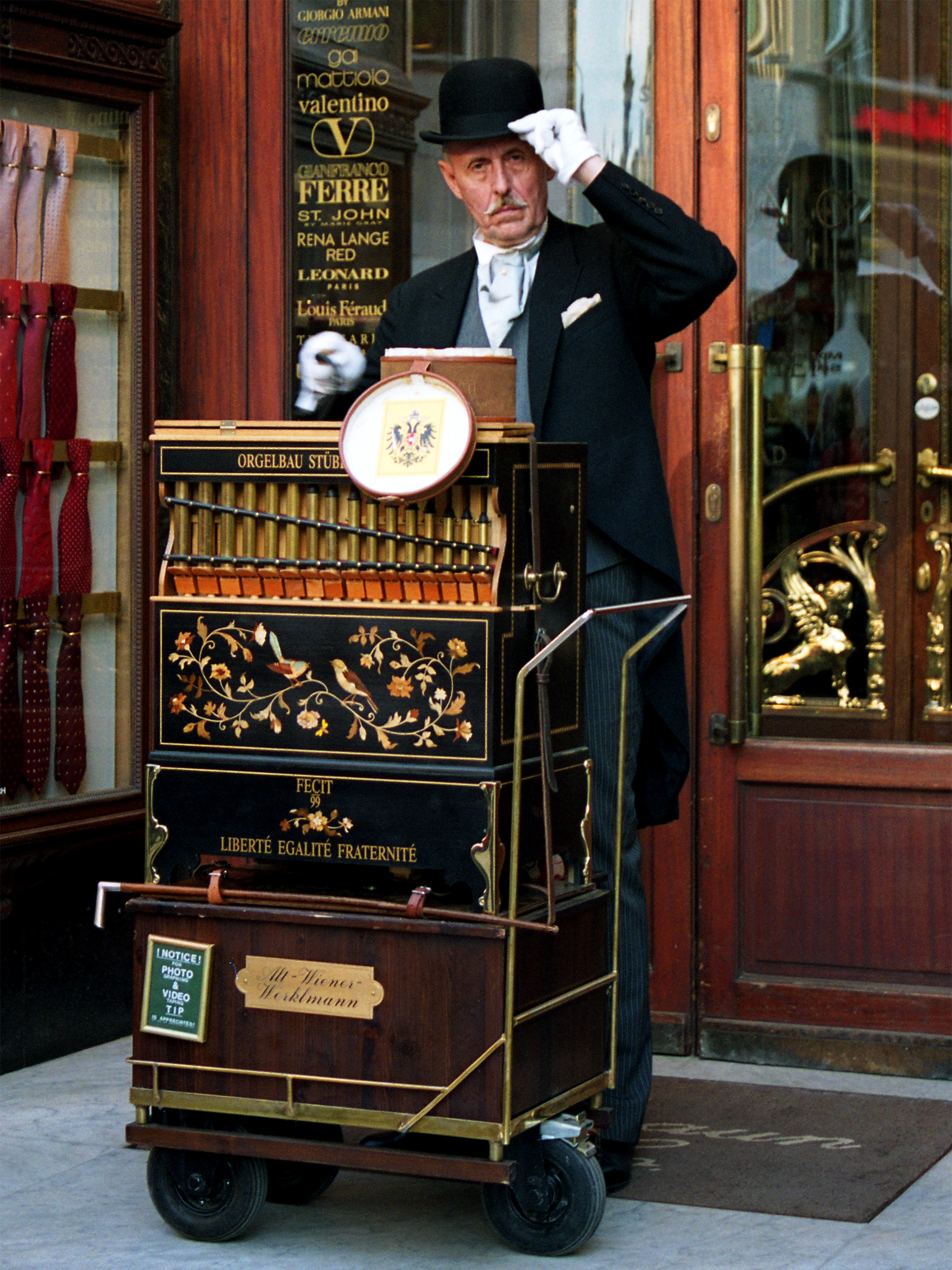
Österrikisk positivhalare.

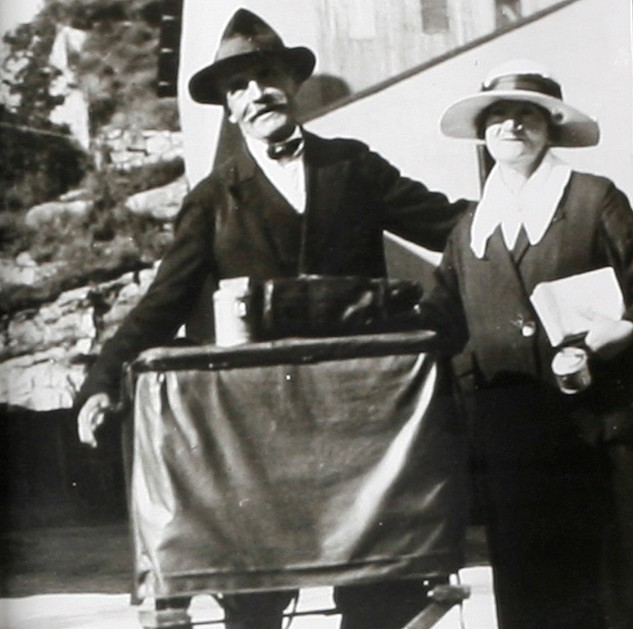
"Kalle och Emma", ett känt positivspelande par på 1930-talet.

Positiv, även gatuorgel, handorgel och vevorgel, är en orgel med vevanordning. Genom att veva på den spelar den automatiskt upp en melodi. Instrumentets svenska namn vevorgel kommer från tyskans drehorgel och instrumentet har sitt ursprung i regionen  Italien/Tyskland.
Vevorglar finns i olika storlekar men som regel blir de försedda med elektrisk pump när de blir större. De större modellerna kallas för gatuorgel eftersom de är för stora att kunna ta inomhus. En annan variant är tivoli- eller karusellorglar som är monterade mitt på karusellen och där karusellens rotation driver luftbälgarna. Ofta finns då olika typer av slaginstrument monterade som styrs av orgeln.  
Vevorglar och gatuorglar tillverkas fortfarande och de betingar höga priser (45 000 kr och uppåt, utan vagn) på grund av att det till största delen är ett rent hantverk.

## Utformning

### Stiftvals
Musiken/melodierna är satta på stiftvalsen med hjälp av stift och klamrar av metall. Stift används för korta toner och klamrar, av varierande längd, för längre toner. Varje stiftvals har normalt flera melodier. Konsten att sätta stiften och klamrarna var något av en konstform och kvaliteten på det arbetet är ofta avgörande för slutresultatet. Detta komplexa arbete var en tidig form av programmering.
Stiftvalsarna måste vara stabila och tåla slitage bra. Om träet deformeras påverkas funktionen oerhört lätt och musiken kan då bli omöjlig att känna igen.
Stiftvalsens storlek hänger direkt ihop melodiernas längd och det antal toner som används. Ju längre melodier, desto större diameter och ju fler toner, desto längre stiftvals.
Eftersom musiken är programmerad direkt på stiftvalsen måste denna bytas ut om man vill ha en ny uppsättning melodier. Bytet är i sig inte särskilt svårt men stiftvalsarna är både otympliga och dyra så ofta hade positivhalarna bara en stiftvals till sina instrument.

### Mekanik

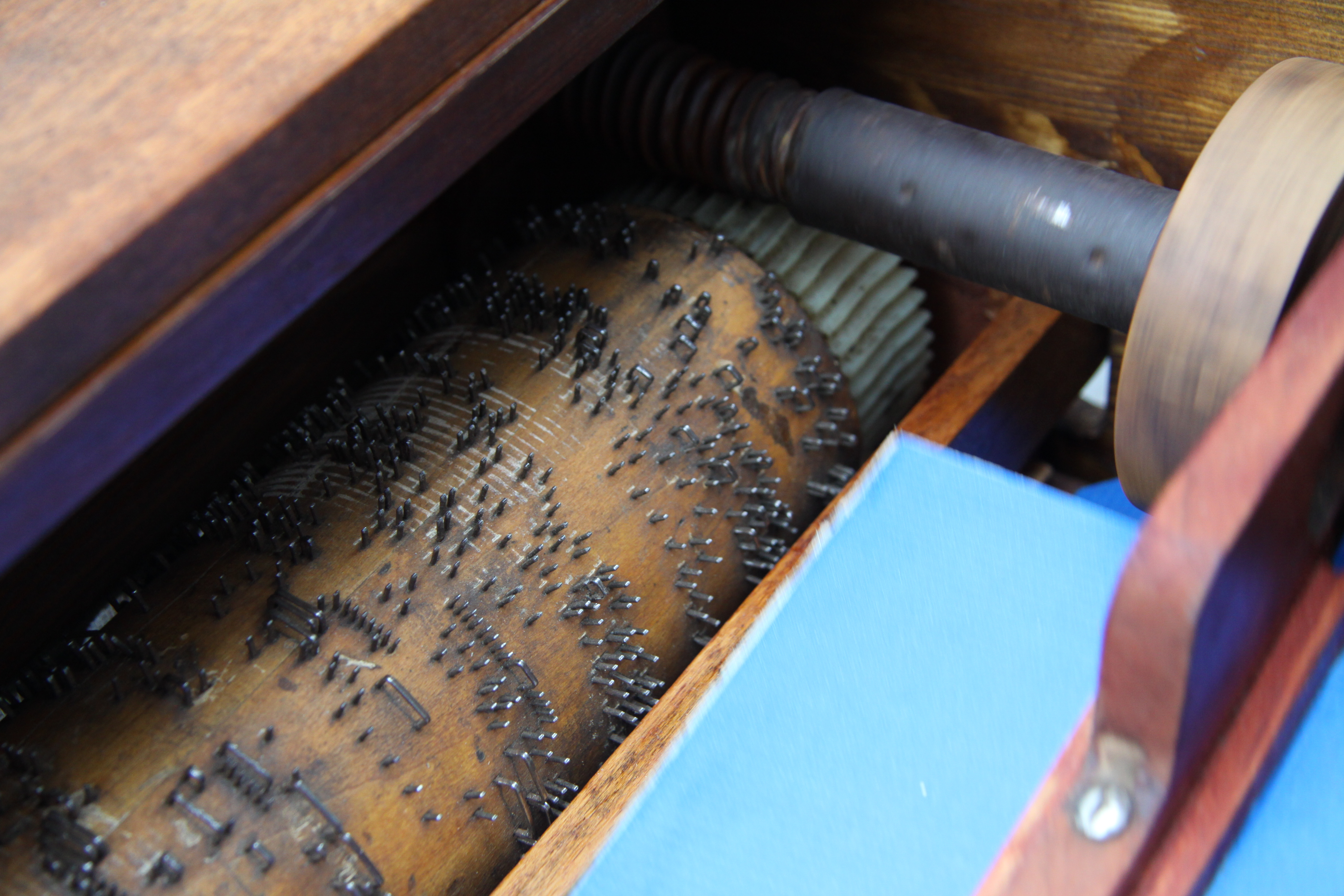
Detaljbild av ett vevpositiv.

En uppsättning hävstänger, så kallade tangenter (eller nycklar), är placerade precis ovanför stiftvalsen. Varje tangent sköter en ton och en stång är kopplad till bakändan av tangenten. I stångens andra ände sitter ett metallstift som sköter en ventil i väderlådan. När veven vrids får en krökning på vevstången bälgarna att öppna och stänga och på så sätt skapas ett lufttryck. 
En bälgregulator ser till att hålla lufttrycket konstant. En snäckväxel på vevstången får stiftvalsen att långsamt rotera. Då lyfts tangenterna i framkant av stiften och klamrarna. Bakändan av tangenten trycker ned stången, ventilen öppnas och släpper fram luft till pipan.

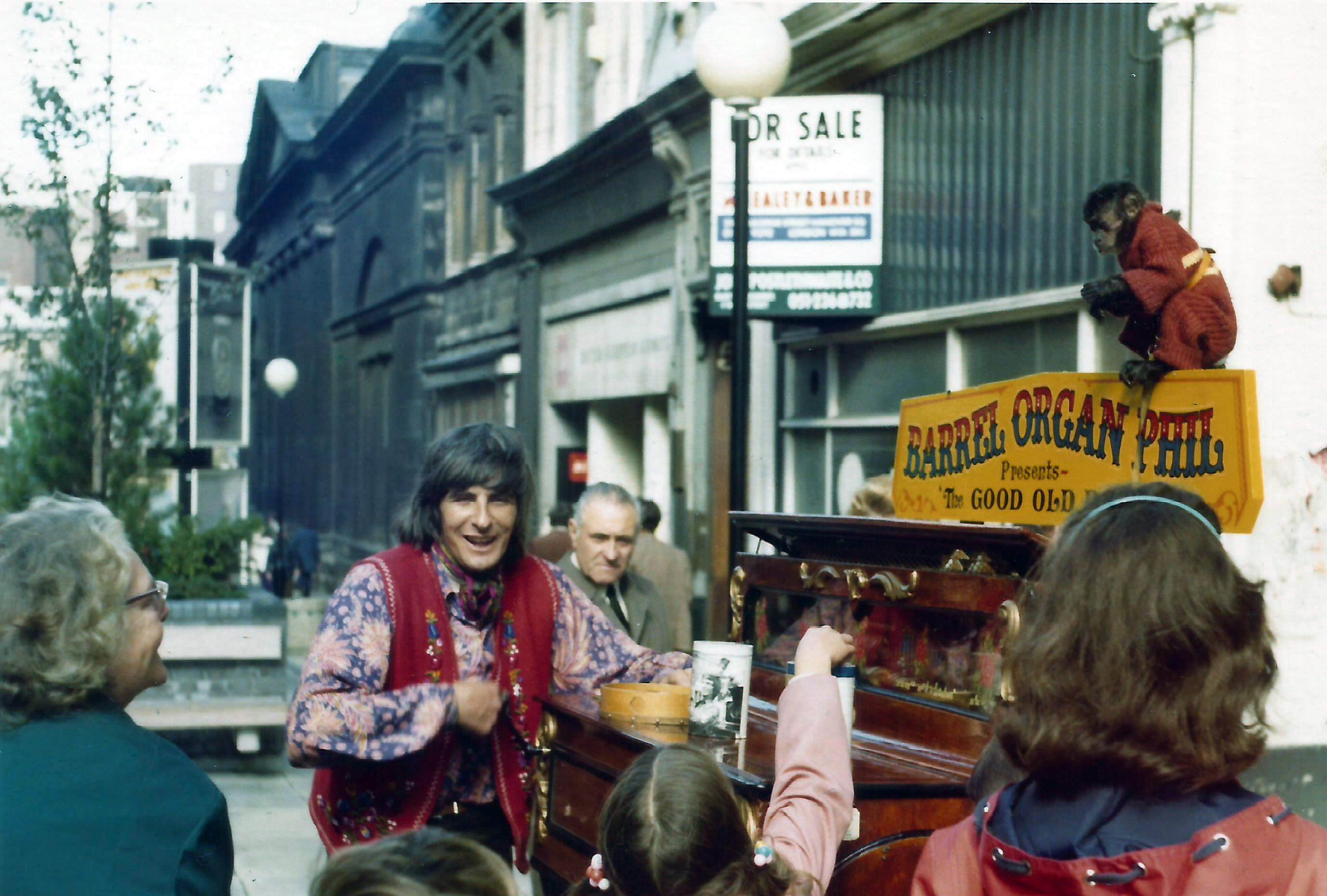
En positivhalare med tam apa i Liverpool, England.

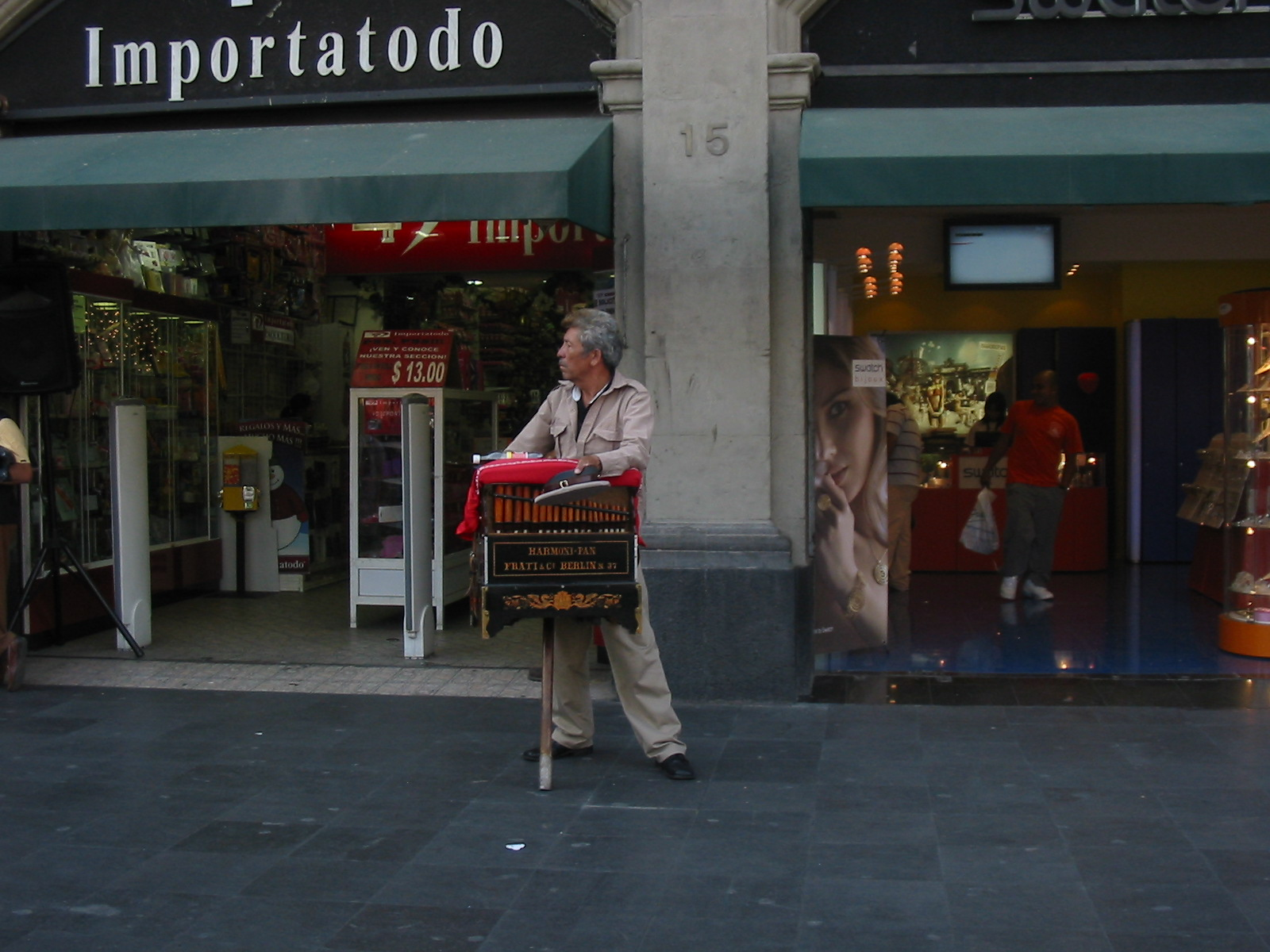
En positivhalare i Mexico City intill det stora torget Zócalo.

För att kunna ha flera melodier på en stiftvals kan denna förskjutas i sidled så att tangenterna hamnar i läge för en ny uppsättning stift och klamrar. Gatuorglar har ofta mellan 7 och 9 melodier medan mindre orglar (vanligtvis äldre instrument) kan ha upp till 15 melodier. Mindre vanligt är att stiftningen är satt i spiralform. Denna teknik är vanligast för större orkestrions men även för de spelur som tillverkades i Sverige av t.ex. Pehr Strand i Stockholm. Vid avspelning av en sådan stiftvals måste denna kontinuerligt förskjutas i sidled så att stiften alltid är i linje med tangenterna. Denna typ av stiftning gör det möjligt att ha en enda lång melodi på stiftvalsen.

## Varianter
De äldre instrumenten regal och portativ var mobila bärorglar, ibland kopplade till en vagn som påminde om positivet, men de instrumenten spelades. Hurdy-Gurdy, vevlira, är ett instrument som vevas, men även det spelas och tonen alstras genom att ett hartsbestruket hjul roterar mot stämda strängar. Det finns även gatumusikanter som använder  gatupianon, där stift på en vals slår an pianots strängar för att skapa melodin. Ångorgeln, eller Calliope, är en orgel som inte är självspelande, men drivs av trycksatt ånga istället för att pumpa in luft.

### Kombinationsinstrument med både stiftvals och klaviatur
I kyrkor förekom instrument som förutom den självspelande delen med stiftvals, även var försett med en vanlig orgelklaviatur. På så sätt kunde den även användas som en vanlig orgel när en organist fanns tillgänglig. På dessa instrument var ofta stiftvalsen dold bakom en panel.
Vid 1900-talets början byggde man ofta om stora tivoliorglar och gatuorglar med stiftvals så att dessa istället kunde spela musiken från rullar eller kartong i bokformat. På så sätt fick man tillgång till en betydligt större repertoar. 

## Historik

### Användning
Vevpositivet var det traditionella instrumentet för positivhalare. Med få undantag användes små och relativt lätta instrument med kanske bara ett register och 7-9 melodier. Skälet till det var förstås vikten. De flesta vägde mellan 10 och 20 kilo medan andra kunde väga runt 40 kilo.
Det fanns många stora instrument i kyrkor, på tivolin, konsertsalar och andra större etablissemang såsom teatrar och sportarenor. Dessa drevs ofta av tunga vikter och uppdragbara fjädrar. De kunde också drivas med hydraulik via en turbin eller ett vattenhjul som gav mekanisk kraft att vrida stiftvalsen och driva bälgarna. De modernare vevpositiven drevs med elektricitet eller blev konverterade till eldrift. Så småningom blev också många större vevpositiv ombyggda och mekaniken till stiftvalsen ersattes då så att man istället kunde spela musik från andra format. Det kunde t.ex. vara rullar av papp av liknande typ som finns till självspelande pianon eller från ark av kartong i bokformat. 

### I Sverige

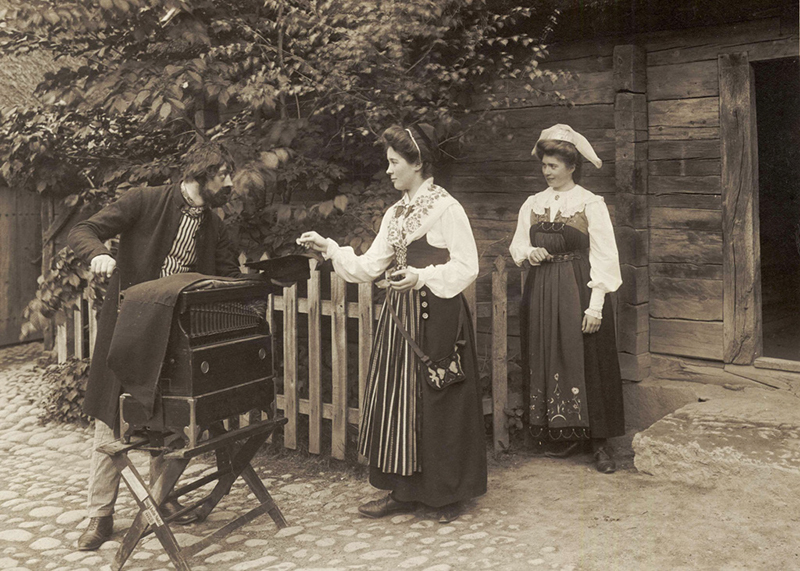
En positivhalare tar emot ett mynt av en folkdräktsklädd kvinna. Skansens vårfest 1905.

Förut brukade positivhalare resa runt med sin positivvagn från gård till gård. I Sverige var det ofta hitresta italienare som spelade. De började dyka upp från 1800-talets mitt och var många fram till början av 1900-talet. I och med radion och grammofonen fick positivhalarna konkurrens. Dragspelet tog över gatorna och många italienare åkte hem. I Nederländerna är gatuorglar fortfarande ett levande inslag i flera städers innerdelar under sommaren.
En välkänd positivhalare i Stockholm var Djurgårds-Kalle. Han och partnern Emma står sedan 1985 staty vid Skansens huvudentré (se Kalle och Emma). Det finns fortfarande ett fåtal positivhalare i Sverige, såsom Roland von Malmborg, Jan-Evert Olbrink och Aleksander Dybowski även kallad Aleks-Stockholms positivhalare.

## Bildgalleri

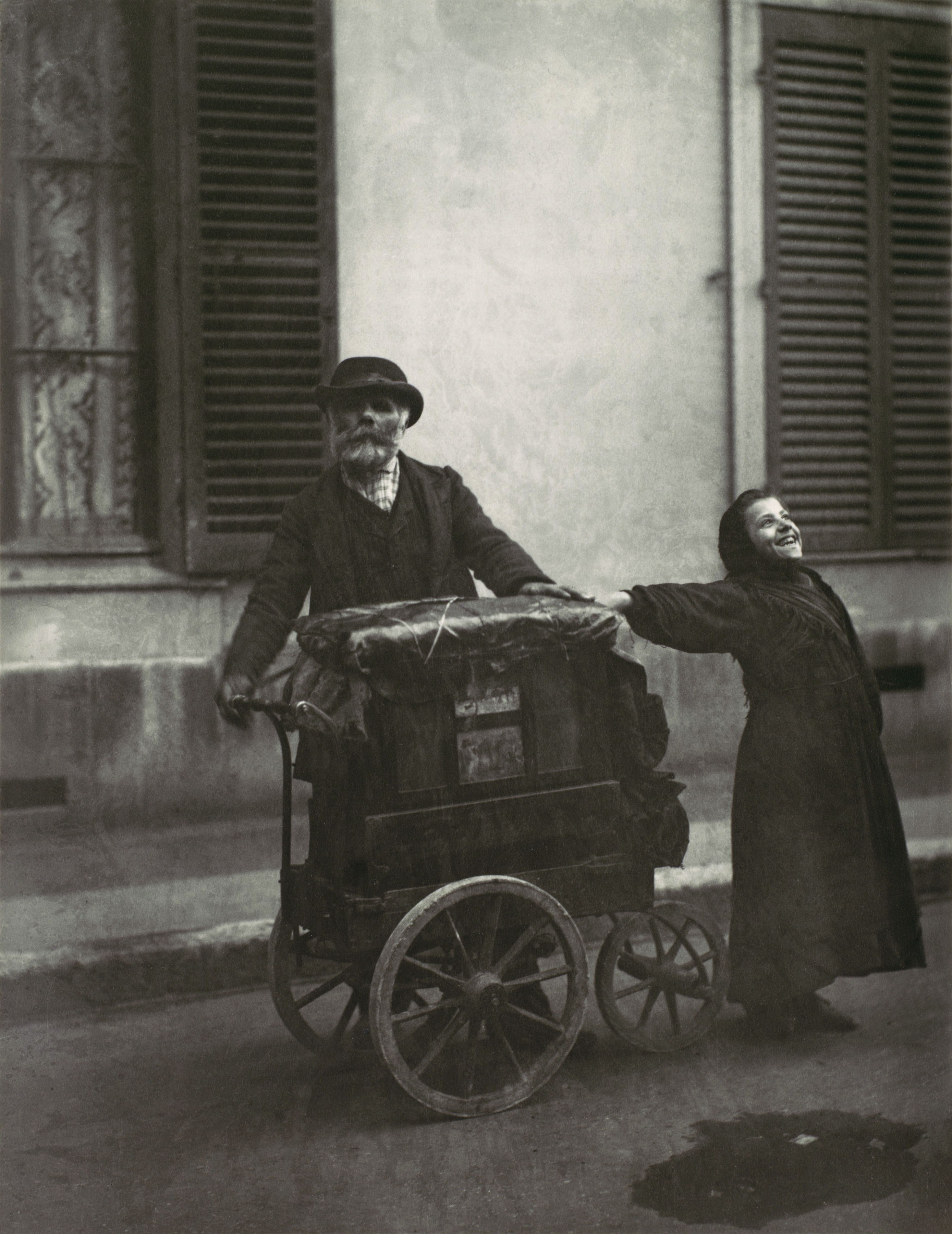
Positivhalare ca 1898 av Eugène Atget.
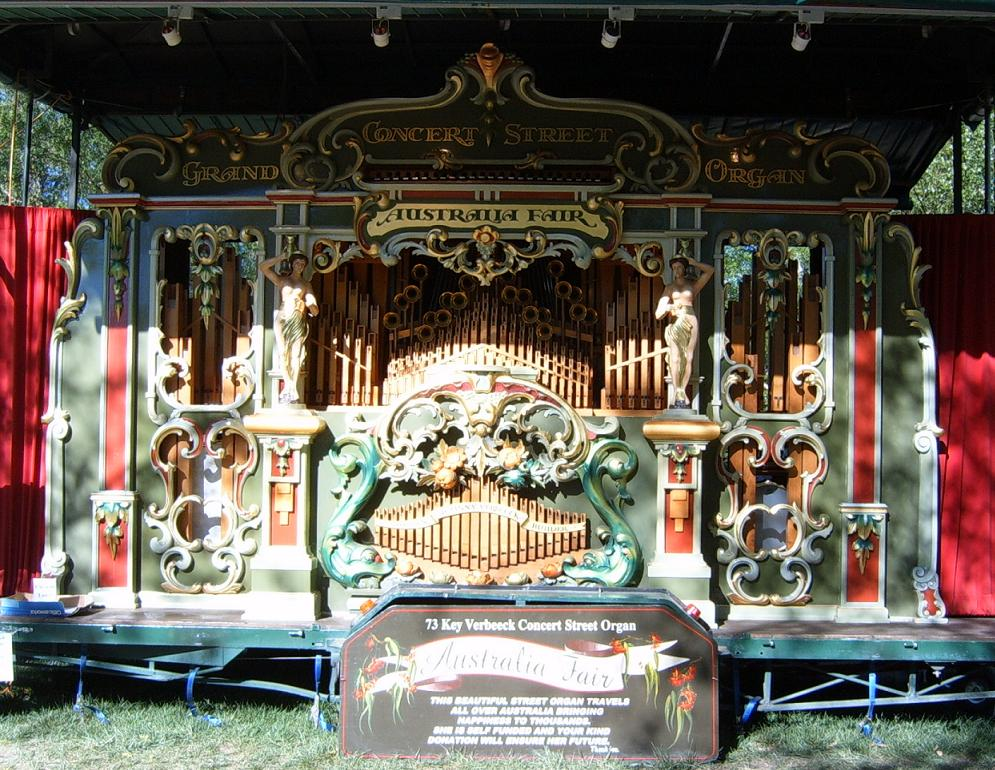
"Australia Fair", en holländsk gatuorgel; den är även utrustad med pipinstrument, trummor, bleckblåsinstrument, etc.
- 7.5 second OGG format sound, Australia Fair Grand Concert Street Organ.